# Стара Домброва (Мендзиходський повіт)
Стара Домброва (пол. Stara Dąbrowa) — село в Польщі, у гміні Квільч Мендзиходського повіту Великопольського воєводства.
У 1975-1998 роках село належало до Познанського воєводства.